# Ivan Woods
Ivan Woods (ur. 31 grudnia 1978 w Toronto, Kanada) – maltański piłkarz występujący na pozycji napastnika. Obecnie gra w zespole Sliema Wanderers w maltańskiej lidze piłkarskiej. W piłkarskiej reprezentacji Malty zadebiutował 11 grudnia 2003 roku w meczu z Polską.